# Strande Station
Strande Station er en jernbanestation i Strande.
Strande
| Foregående station |  | Midtjyske Jernbaner                  |  | Efterfølgende station            |
| ------------------ |  | ------------------------------------ |  | -------------------------------- |
| Nejrupmod Vemb     |  | Lemvigbanen Vemb - Lemvig - Thyborøn |  | Victoria Streetmod Thyborøn Havn |

|  | Denne artikel om stationen Strande Station kan blive bedre, hvis der indsættes et (bedre) billede. Du kan hjælpe ved at afsøge Wikimedia Commons for et passende billede eller uploade et godt billede til Wikimedia Commons iht. de tilladte licenser og indsætte det i artiklen. |

56°34′8.5″N 8°9′38″Ø / 56.569028°N 8.16056°Ø